# 夜をぶっとばせ (ORIGINAL LOVEの曲)
「夜をぶっとばせ Let's spend the night together」（よるをぶっとばせ レッツ・スペンド・ザ・ナイト・トゥゲザー）は、1995年4月26日に発売されたORIGINAL LOVEのシングル。

## 解説
「夜をぶっとばせ」はアルバム『LOVE! LOVE! & LOVE!』収録曲だが、レコード会社移籍後にリリースされたアーティスト非監修のベスト・アルバム『The Very Best of ORIGINAL LOVE』からの先行シングルとして税込価格¥500でリリースされた。『The Very Best of ORIGINAL LOVE』には『LOVE! LOVE! & LOVE!』と同じヴァージョンが収録されたが、このシングルにはミックスの異なる“BRAND NEW MIX”として、エンディングもフェード・アウトせず終止まで収録され、最後に「悲しみをぶっとばせ」というフレーズが入っている。田島貴男監修によるベスト・アルバム『変身』にも、フェードアウトがさらに短い“BRAND NEW MIX”が収録された。
元々はオリジナル・ラヴがライブハウスを中心に活動していた頃に田島貴男によって書かれた作品だったが、ピチカート・ファイヴのレパートリーとして取り上げられることになり、レコーディングに際し、歌詞を小西康陽が手掛けた。田島によればこのレコーディング時はカーティス・メイフィールドの音楽に出会ったばかりで、この曲にカーティスのようなホーン・セクションを入れたいと小西に相談すると「田島君自分でアレンジしてみなよ。ドン・セベスキーのアレンジ本に音域とか書いてあるからさ。大丈夫、田島君ならきっと出来るよ。それじゃあねー」と言って帰ってしまった。ピチカートに参加してホーン・セクションのアレンジはおろか、譜面の読み書きすらあまり経験のなかった田島は、この曲を含む2曲のホーン・セクションのレコーディングが翌日の13時からとなった前日19時からスタジオに泊まり込んで譜面を書くことにした。七転八倒の末、レコーディング開始1時間前に出来上がった楽譜は結局間違いだらけだったので使い物にならなかったが、数原晋をはじめとするプレイヤーたちのおかげでレコーディングできたという。このときのテイクはアルバム『女王陛下のピチカート・ファイヴ ON HER MAJESTY'S REQUEST』に収録され、その後『月面軟着陸 SOFT LANDING ON THE MOON』では田島自身のギター弾き語りにリアレンジ、再収録された。
「BODY FRESHER (PRE-DEBUT VERSION)」は1990年、メジャーデビュー前にマスコミのみに配られた一般未発表2曲入りCD『KING OF LOVE "SOFTER AND SEXIER THAN VELVET"』収録曲。この曲は後にレコード会社主導による編集盤『Wild Life –Cool Side of Original Love–』に収録されたが、エンディングのSEがカットされている。また、2007年10月24日に『standard of 90's』シリーズの一つとして『LOVE! LOVE! & LOVE!』が24bit デジタル・リマスタリング、紙ジャケット仕様の田島貴男監修・公認盤での再発時に、ボーナス・トラックとしても収録された。もともとはインディーズ・アルバム『ORIGINAL LOVE』収録曲で、アルバム『LOVE! LOVE! & LOVE!』収録に際し田島自身によって日本語詞に書き換えられた。デビュー10周年記念にリリースされたボックス・セット『変身セット』同封のヒストリー・ヴィデオ『ten years after』には、1987年から1997年までのライヴ映像で構成された同曲のメドレーが収録されている。
アーティストの意向と無関係にリリースされたシングルではあるが、両曲ともレコード会社主導によるシングル・コレクション『SINGLES BACK TO 1991-1995』に収録された。
ジャケット表面には『The Very Best of ORIGINAL LOVE』の歌詞カードに掲載された田島のソロ・ショットが使われている。

## 収録曲
1. 夜をぶっとばせ Let's spend the night together (BRAND NEW MIX)  –  (3'55")
作詞：小西康陽、作曲：田島貴男、編曲：オリジナル・ラヴ
2. BODY FRESHER (PRE-DEBUT CD VERSION)  –  (5'35")
作詞 · 作曲：田島貴男、編曲：オリジナル・ラヴ
3. 夜をぶっとばせ（オリジナル・カラオケ） Let's spend the night together (instrumental version)

## クレジット
- ARRANGED BY ORIGINAL LOVE

## リリース日一覧
| 地域 | リリース日    | レーベル                | 規格          | カタログ番号 | 備考         |
| ---- | ------------- | ----------------------- | ------------- | ------------ | ------------ |
| 日本 | 1995年4月26日 | EASTWORLD ⁄ TOSHIBA EMI | 8cmCDシングル | TODT-3510    | 税込価格¥500 |

## カバー

### 夜をぶっとばせ Let's spend the night together
| アーティスト | 収録作品（初出のみ）                       | 発売日        | 規格          | 品番                                                | 備考                                                                        |
| ------------ | ------------------------------------------ | ------------- | ------------- | --------------------------------------------------- | --------------------------------------------------------------------------- |
| 秦基博       | 鱗 (うろこ)                                | 2007年6月6日  | - CD+DVD - CD | - AUCK-19927/8【初回限定盤】 - AUCK-19019【通常盤】 |                                                                             |
| Mr.COCKROBIN | DRIVE                                      | 2007年7月25日 | CD            | SRLR-006                                            |                                                                             |
| 小西康陽     | What a Wonderful World with Original Love? | 2021年9月29日 | - CD+DVD - CD | - VIZL-1940【完全生産限定盤】 - VICL-65564          |                                                                             |
| 小西康陽     | What a Wonderful World with Original Love? | 2023年4月12日 | 2LP           | NJS-766~7                                           | - Remastered & Cutting by 小鐡徹 (JVC MASTERING CENTER) - 限定1,000枚プレス |